# 埃特尔多夫
埃特尔多尔夫是德国莱茵兰-普法尔茨州的一个市镇。总面积1.74平方公里，总人口21人，其中男性12人，女性9人（2011年12月31日），人口密度12人/平方公里。